# Wilhelm Riemschneider (Druckerei)
Wilhelm Riemschneider war ein deutscher Buchdrucker und Namensgeber der Buchdruckerei sowie des gleichnamigen Verlages Wilh. Riemschneider in Hannover.

## Geschichte

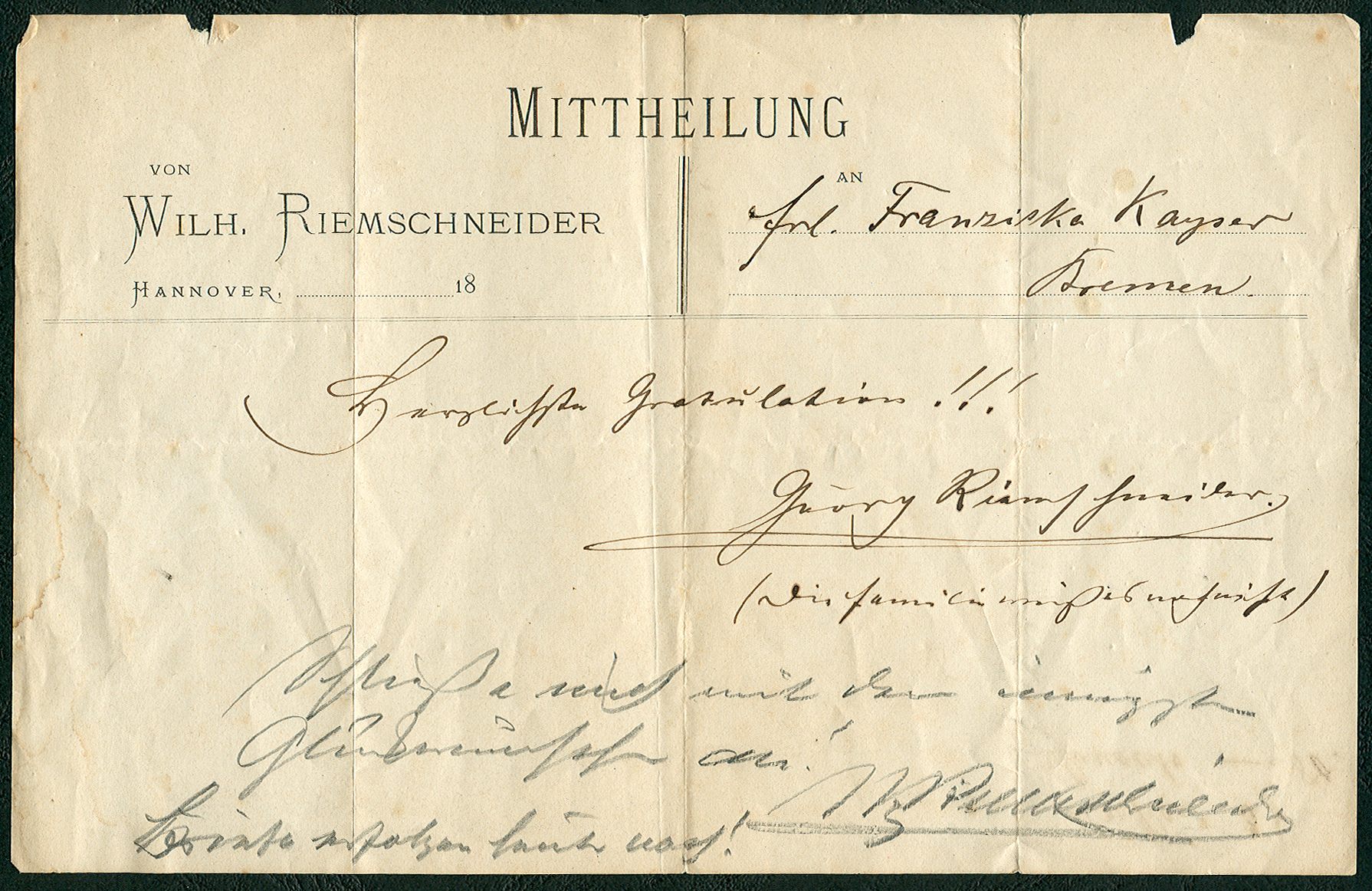
Vordruck „Mittheilung“, vordatiert „18..“, als handschriftlich „Herlichste Gratulation“ der Familie Riemschneider an Fräulein Franziska Kayser aus der Familie des Kammersängers und späteren Intendanten des Deutschen Theaters Göttingen, Paul Stiegler

Die Buchdruckerei wurde zur Zeit des Königreichs Hannover im Jahr 1856 von Wilhelm Riemenschneider gegründet. Noch im selben Jahr erhielt das Unternehmen den Auftrag zum Druck der Zeitung für Norddeutschland.
Anfänglicher Firmensitz war die Marktstraße 54a, später auch die Knochenhauerstraße 54. Unter der Leitung des Sohnes des Firmengründers, Georg Friedrich Adolf Riemschneider, vergrößerte sich der Betrieb zu einer Werkdruck- und Akzidenzdruckerei.
Die Druckerei produzierte beispielsweise für Georg Egestorff, Adolph Knigge oder Israel Joseph Benjamin, druckte Deutsche Lieder zu den Feierlichkeiten des 50. Jahrestages der Völkerschlacht bei Leipzig, produzierte den Katalog für die Hahn’sche Hofbuchhandlung oder etwa die Allgemeine Synagogen-Ordnung für das Königreich Hannover.
Gegen Ende des 19. Jahrhunderts begann das Unternehmen mit dem Druck der über Jahrzehnte erscheinenden Reihe Amtlicher Taschfahrplan der Reichsbahndirektion Hannover, die Wilh. Riemschneider ab 1925 im eigenen Verlag produzierte.
Zur Zeit der Weimarer Republik wurde das Familienunternehmen durch Marie, den Bergrat, Bergreferendar und Vizewachtmeister der Reserve Georg, sowie durch Johanne Riemschneider als Teilhaber geführt.

## Druckwerke (Auswahl)
- Georg Egestorff, Adolph Knigge (Unterzeichner): Die Eisenbahn-Verbindung des Deisters mit Hannover (52 Seiten in Frakturschrift mit Graphiken), Druck von Wilh. Riemschneider in Hannover, 1862
- Deutsche Lieder. Zusammengestellt für die Gedächtnißfeier der Befreiungsschlacht bei Leipzig (16., 17., 18. und 19. October), Hannover ... Druck von Wilh. Riemschneider, 1863
- Heinrich Wilhelm Hahn: Verlags-Catalog der Hahn'schen Hofbuchhandlung in Hannover und der Hahn'schen Verlagshandlung in Leipzig. Mit wissenschaftlicher Übersicht (99 Seiten), [Hannover] : [W. Riemschneider], 1871
- Lesser Knoller: Jahresbericht über die Religions-Schulen I und II der Synagogen-Gemeinde und über den jüdischen Religions-Unterricht an den königlichen und städtischen höheren Knabenschulen zu Hannover, darin: Mendel Zuckermann: Zur Verwaltungsgeschichte des Hannoverschen Landrabbinats, Hannover: Riemschneider, 1910; herunterladbar als PDF-Dokument der Universitätsbibliothek Johann Christian Senckenberg der Johann Wolfgang Goethe-Universität Frankfurt am Main
- Allgemeine Synagogen-Ordnung für das Königreich Hannover (vom 31. Dezember 1860) nebst der Vollzugs-Ordnung für die Synagogen-Gemeinde zu Hannover (vom Mai 1861 bzw. Juli 1910) und den Vorschriften zur Ausführung der Synagogen- und Vollzugs-Ordnung (vom September 1870) (39 Seiten), Hannover: Wilh. Riemschneider, 1916